# Caubon e Sent Sauvador
Caubon e Sant Salvador (en francès Caubon-Saint-Sauveur) és un municipi francès situat al departament d'Òlt i Garona i a la regió de la Nova Aquitània.

## Demografia
| 1962                                       | 1968 | 1975 | 1982 | 1990 | 1999 | 2007 |
| ------------------------------------------ | ---- | ---- | ---- | ---- | ---- | ---- |
| 249                                        | 252  | 237  | 244  | 272  | 241  | 234  |
| Des de 1962: població sense dobles comptes |      |      |      |      |      |      |

## Administració
| Període | Identitat       | Partit |
| ------- | --------------- | ------ |
| 1983-   | Albert Allegret |        |